# Bikar
Bikar (marsz. Pikaar) – niezamieszkany atol wchodzący w skład Wysp Marshalla. Należy do łańcucha Ratak Chain na Oceanie Spokojnym.

## Historia
Atol został dostrzeżony przez rosyjskiego podróżnika Otto von Kotzebue w 1817. W 1880 został sprzedany przez Iroojsa Jurtakę i Takulara z Maloelap przedsiębiorstwu Adolph Capelle & Co. W 1883 Bikar przeszedł w ręce Deutsche Handels- und Plantagengesellschaft, a od grudnia 1887 prawo własności przysługiwało Jaluit Gesellschaft. W przeszłości atol określano nazwami: Bigar, Dawson i Farnham.

## Geografia
Bikar leży w północnej części Ratak Chain, 100 km na północny wschód od Utirik. Składa się z 6 wysp (według innego źródła wysp jest 7) m.in. Jabwelo, Almani, Jaboero i Bikar o łącznej powierzchni 0,49 km². Łączna powierzchnia laguny wynosi 37,40 km², a jej typowa głębokość waha się w przedziale 9–24 m. Atol ma kształt zbliżony do owalu o długości 13 km i szerokości 8 km. Rafa koralowa ma charakter ciągły z wyjątkiem niewielkiego fragmentu w części zachodniej. Maksymalna wysokość nad poziomem morza wynosi 3 m.

## Przyroda
Atol, ze względu na swoją izolację, w dużej mierze zachował swój pierwotny charakter, co pozwoliło na niezakłócony rozwój flory i fauny. Do spotykanych tu roślin zaliczyć można Pandanus tectorius, Lepturus repens, Cocos nucifera, Boerhavia repens, Pisonia grandis, Portulaca lutea, Triumfetta procumbens, Tournefortia argentea i Scaevola sericea.
W 1967 r. stwierdzono występowanie na Bikar 23 gatunków ptaków, w tym 13 lęgowych: burzyk klinosterny (Ardenna pacifica), faeton czerwonosterny (Phaethon rubricauda), faeton żółtodzioby (Phaethon lepturus), głuptak maskowy (Sula dactylatra), głuptak czerwononogi (Sula sula), głuptak białobrzuchy (Sula leucogaster), fregata średnia (Fregata minor), rybitwa czarnogrzbieta (Sterna fuscata), rybitwa złotodzioba (Thalasseus bergii), rybołówka polinezyjska (Procelsterna cerulea), rybołówka brunatna (Anous stolidus), rybitwa cienkodzioba (Anous tenuirostris), atolówka (Gygis alba) i 3 potencjalnie lęgowych. Bardziej współczesne zestawienia z 2016 roku podają, iż na atolu spotkać można przedstawicieli 18 gatunków, w tym 2 zagrożonych: petrel dlugodzioby (Pterodroma longirostris) i burzyk szarogrzbiety (Ardenna bulleri). Ze względu na występowanie rybitwy czarnogrzbietej (Onychoprion fuscatus) BirdLife International uznaje atol za ostoję ptaków IBA.
Bikar jest też jednym z głównych miejsc rozrodu zagrożonego żółwia zielonego (Chelonia mydas) – w 1988 zaobserwowano ponad 260 gniazd.
Laguna jest miejscem występowania 93 gatunków koralowców. Stwierdzono także powszechność przedstawicieli dużych małży, w tym w szczególności przydaczni olbrzymiej, Tridacna squamosa i Hippurus hippurus.